# Глоунтон

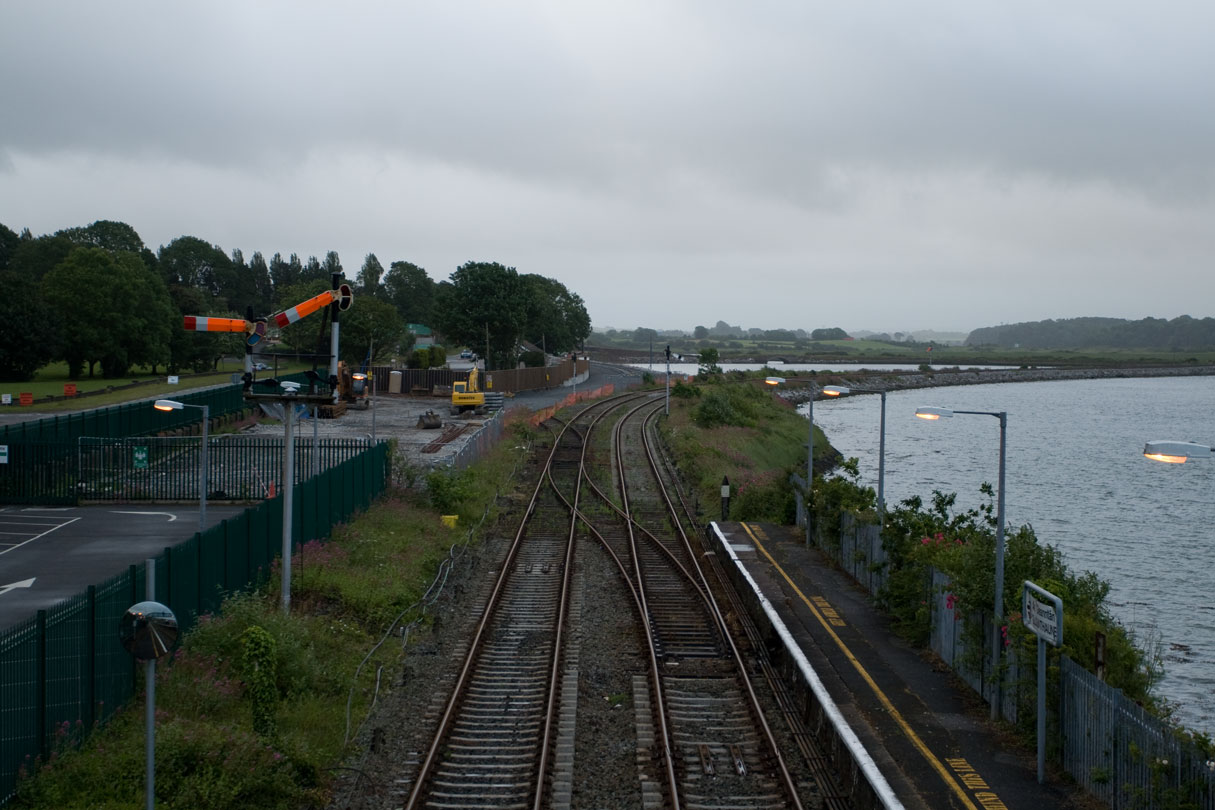
Местная железнодорожная станция

Глоунтон (Глоутон; англ. Glounthaune; ирл. Gleanntán, «маленькая лощина») — деревня в Ирландии, находится в графстве Корк (провинция Манстер).